# Sylwia Szczerbińska
Sylwia Szczerbińska – Polska kanadyjkarka. Wielokrotna medalistka Mistrzostw Polski.  3-krotna Vice Mistrzyni Świata oraz Vice Mistrzyni Europy, tworząc duet z Dorotą Borowską  w konkurencji C2 500m oraz C2 200m (2024). Brązowa medalistka Mistrzostw Europy (2022) w konkurencji C2 na dystansie 500 m.       